# International Review of Intellectual Property and Competition Law
Die International Review of Intellectual Property and Competition Law (IIC) ist eine dem single blind peer review unterliegende rechtswissenschaftliche Zeitschrift auf dem Gebiet des geistigen Eigentums und des Wettbewerbsrechts. 
Sie wurde im Jahr 1970 vom Max-Planck-Institut für ausländisches und internationales Patent-, Urheber- und Wettbewerbsrecht gegründet. 